# Saint-Agnan-sur-Erre
Saint-Agnan-sur-Erre è un comune francese di 176 abitanti situato nel dipartimento dell'Orne nella regione della Normandia.

## Società

### Evoluzione demografica
Abitanti censiti